# Wrestle-1 Tag Team Championship
Le Wrestle-1 Tag Team Championship est le titre de catch professionnel par équipe de la fédération japonaise Wrestle-1 (W-1). Il a été créé en septembre 2014 quand Kaz Hayashi & Shūji Kondō battent Akira et Manabu Soya en finale d'un tournoi pour les titres par équipe de la Wrestle-1.
À ce jour, les titres ont connu 4 règnes pour 4 équipes championnes.

## Histoire du titre
Le 22 septembre 2014, la Wrestle-1 annonce l'organisation d'un tournoi pour désigner les premiers champion par équipe de la W-1. Ce tournoi se déroule avec une phase de groupe du 15 au 28 novembre puis les demi finales et la finale le 30 novembre. Les participants sont : 
- Groupe A 
  - Masakatsu Funaki et Jiro Kuroshio[2]
  - Kaz Hayashi et Shuji Kondo[2]
  - Taiyo Kea et Yasufumi Nakanoue[2]
  - NOSAWA Rongai et MAZADA[2]
  - Masayuki Kōno et TAJIRI[2]
- Groupe B
  - KAI et Ryota Hama[2]
  - Seiya Sanada et Hiroshi Yamato[2]
  - AKIRA et Manabu Soya[2]
  - Minoru Tanaka et Seiki Yoshioka[2]
  - Yusuke Kodama et Koji Doi[2]

Le 30 novembre, Team 246 (Kaz Hayashi & Shūji Kondō) battent new Wild order (Akira et Manabu Soya) en finale pour remporter le tournoi et devenir les premiers Wrestle-1 Tag Team Champions. 
| Rang | Équipe                            | V | D | E | Pts |
| ---- | --------------------------------- | - | - | - | --- |
| 1    | Masayuki Kōno et TAJIRI           | 4 | 0 | 0 | 8   |
| 2    | Kaz Hayashi et Shuji Kondo        | 3 | 1 | 0 | 6   |
| 3    | Masakatsu Funaki et Jiro Kuroshio | 2 | 2 | 0 | 4   |
| 4    | Taiyo Kea et Yasufumi Nakanoue    | 1 | 3 | 0 | 2   |
| 5    | NOSAWA Rongai et MAZADA           | 0 | 4 | 0 | 0   |

| Rang | Équipe                          | V | D | E | Pts |
| ---- | ------------------------------- | - | - | - | --- |
| 1    | KAI et Ryota Hama               | 3 | 1 | 0 | 6   |
| 2    | AKIRA et Manabu Soya            | 2 | 2 | 1 | 5   |
| 3    | Minoru Tanaka et Seiki Yoshioka | 2 | 2 | 0 | 4   |
| 3    | Seiya Sanada et Hiroshi Yamato  | 1 | 1 | 2 | 4   |
| 5    | Yusuke Kodama et Koji Doi       | 0 | 3 | 1 | 1   |

|  | Demi-finales               | Demi-finales               | Demi-finales               | Demi-finales               |                      |                      | Finale | Finale | Finale | Finale |
|  |                            |                            |                            |                            |                      |                      |        |        |        |        |
|  |                            |                            |                            |                            |                      |                      |        |        |        |        |
|  | Masayuki Kōno et TAJIRI    | Masayuki Kōno et TAJIRI    | 9:15                       | 9:15                       |                      |                      |        |        |        |        |
|  | Masayuki Kōno et TAJIRI    | Masayuki Kōno et TAJIRI    | 9:15                       | 9:15                       |                      |                      |        |        |        |        |
|  | AKIRA et Manabu Soya       | AKIRA et Manabu Soya       | Tombé                      | Tombé                      |                      |                      |        |        |        |        |
|  | AKIRA et Manabu Soya       | AKIRA et Manabu Soya       | Tombé                      | Tombé                      | AKIRA et Manabu Soya | AKIRA et Manabu Soya | 26:05  | 26:05  |        |        |
|  |                            |                            |                            |                            | AKIRA et Manabu Soya | AKIRA et Manabu Soya | 26:05  | 26:05  |        |        |
|  |                            |                            | Kaz Hayashi et Shuji Kondo | Kaz Hayashi et Shuji Kondo | Tombé                | Tombé                |        |        |        |        |
|  | KAI et Ryota Hama          | KAI et Ryota Hama          | Kaz Hayashi et Shuji Kondo | Kaz Hayashi et Shuji Kondo | Tombé                | Tombé                | 11:35  | 11:35  |        |        |
|  | KAI et Ryota Hama          | KAI et Ryota Hama          |                            |                            |                      |                      |        | 11:35  |        |        |
|  | Kaz Hayashi et Shuji Kondo | Kaz Hayashi et Shuji Kondo | Tombé                      | Tombé                      |                      |                      |        |        |        |        |
|  | Kaz Hayashi et Shuji Kondo | Kaz Hayashi et Shuji Kondo | Tombé                      | Tombé                      |                      |                      |        |        |        |        |

## Statistiques
| Record                                   | Champion(s)                | Chiffre                    | Réf   |
| ---------------------------------------- | -------------------------- | -------------------------- | ----- |
| Le plus grand nombre de règnes en équipe | Toutes les équipes         | 1                          |       |
| Le plus grand nombre de règnes en solo   | Shūji Kondō et Kaz Hayashi | 2                          |       |
| Le catcheur le plus âgé                  | Kaz Hayashi                | 44 ans, 3 mois et 15 jours | [ 5 ] |
| Le catcheur le plus jeune                | Manabu Soya                | 30 ans, 6 mois et 19 jours | [ 6 ] |

| #  | Équipe                               | Règne | Date              | Jours                      | Lieu     | Événement                      | Notes                                                           |
| -- | ------------------------------------ | ----- | ----------------- | -------------------------- | -------- | ------------------------------ | --------------------------------------------------------------- |
| 1  | Kaz Hayashi et Shūji Kondō           | 1     | 30 novembre 2014  | 7 mois et 12 jours         | Tokyo    | First Tag League Greatest      | En battant Akira et Manabu Soya en finale du tournoi inaugural. |
| 2  | Jun Kasai et Manabu Soya             | 1     | 12 juillet 2015   | 4 mois et 15 jours         | Tokyo    | Symbol                         | [ 7 ]                                                           |
| 3  | Masayuki Kōno et Shūji Kondō (2)     | 1     | 27 novembre 2015  | 3 mois et 8 jours          | Tokyo    | Autumn Bout                    |                                                                 |
| 4  | Kazma Sakamoto et Yuji Hino          | 1     | 6 mars 2016       | 3 mois et 2 jours          | Sendai   | Trans Magic Tour               | [ 8 ]                                                           |
| 5  | Yasufumi Nakanoue et Yuji Okabayashi | 1     | 8 juin 2016       | 1 mois et 21 jours         | Tokyo    | Outbreak                       | [ 9 ]                                                           |
| 6  | Manabu Soya et Jun Kasai             | 2     | 29 juillet 2016   | 21 jours                   | Tokyo    | Symbol                         | [ 10 ]                                                          |
| -  | Vacant                               | 1     | 19 août 2016      | 30 jours                   | -        | -                              | À la suite d'une blessure à l'épaule de Soya                    |
| 7  | Kaz Hayashi (2) et Kotarō Suzuki     | 1     | 18 septembre 2016 | 6 mois et 2 jours          | Tokyo    | 3rd Anniversary - Day 5        | [ 12 ]                                                          |
| 8  | NEWERA (Koji Doi et Kumagoro)        | 1     | 20 mars 2017      | 7 ans, 11 mois et 22 jours | Tokyo    | Trans Magic 2017               | [ 13 ]                                                          |
| 9  | Masayuki Kōno et Takanori Ito        | 1     | 4 mai 2017        | 1 mois et 20 jours         | Tokyo    | Tour 2017 Triumph              | [ 14 ]                                                          |
| 10 | Koji Doi et Kumagoro                 | 2     | 24 juin 2017      | 2 mois et 9 jours          | Yokohama | Outbreak 2017                  | [ 15 ]                                                          |
| 11 | Kaz Hayashi et Shūji Kondō           | 2     | 2 septembre 2017  | 7 ans, 6 mois et 12 jours  | Yokohama | Pro-Wrestling Love in Yokohama | [ 16 ]                                                          |

## Règnes combinés
| Rang | Champion          | Nombre de règnes | Jours combinés |
| ---- | ----------------- | ---------------- | -------------- |
| 1    | Kaz Hayashi       | 3                | 3157 +         |
| 2    | Shūji Kondō       | 2                | 3074 +         |
| 3    | Kotarō Suzuki     | 1                | 183            |
| 4    | Jun Kasai         | 2                | 160            |
| 4    | Manabu Soya       | 2                | 160            |
| 6    | Masayuki Kōno     | 2                | 151            |
| 7    | Koji Doi          | 2                | 115            |
| 7    | Kumagoro          | 2                | 115            |
| 9    | Kazma Sakamoto    | 1                | 94             |
| 9    | Yuji Hino         | 1                | 94             |
| 11   | Yasufumi Nakanoue | 1                | 51             |
| 11   | Yuji Okabayashi   | 1                | 51             |
| 11   | Takanori Ito      | 1                | 51             |